# Nothing Really Matters (Tiësto e Becky Hill)
Nothing Really Matters è un singolo del DJ olandese Tiësto e della cantante britannica Becky Hill, pubblicato il 17 aprile 2020.